# ديفيد إيفانز (لاعب كرة قدم بريطاني)
ديفيد إيفانز (23 أبريل 1935 في المملكة المتحدة - 21 أكتوبر 2008 في الولايات المتحدة) (بالإنجليزية: David Evans)‏ هو لاعب كريكت وسياسي ولاعب كرة قدم بريطاني في مركز نصف الجناح. لعب مع أستون فيلا.

## وصلات خارجية
- ديفيد إيفانز على موقع قاعدة بيانات كرة القدم.إي يو (الإنجليزية)
- ديفيد إيفانز على موقع قاعدة بيانات كرة القدم.إي يو (الإنجليزية)